# Bominy
Bominy – kolonia w Polsce położona w województwie łódzkim, w powiecie bełchatowskim, w gminie Zelów. Miejscowość wchodzi w skład sołectwa Grabostów.
W latach 1975–1998 miejscowość administracyjnie należała do województwa piotrkowskiego.